# Автомобільна промисловість у Нігерії
Автомобільна промисловість Нігерія — галузь економіки Нігерії.

## Історія

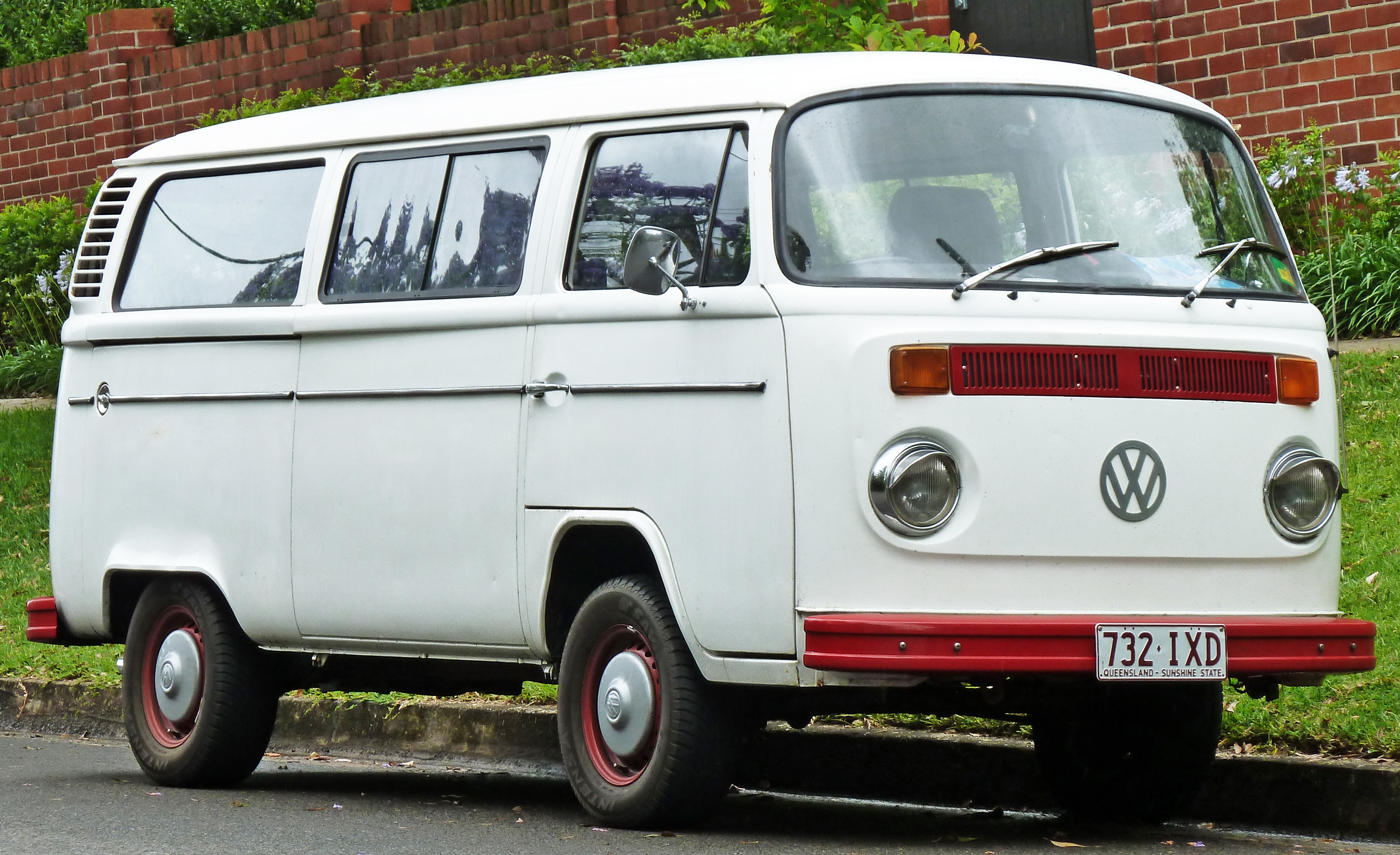
Volkswagen Type 2 (T2)

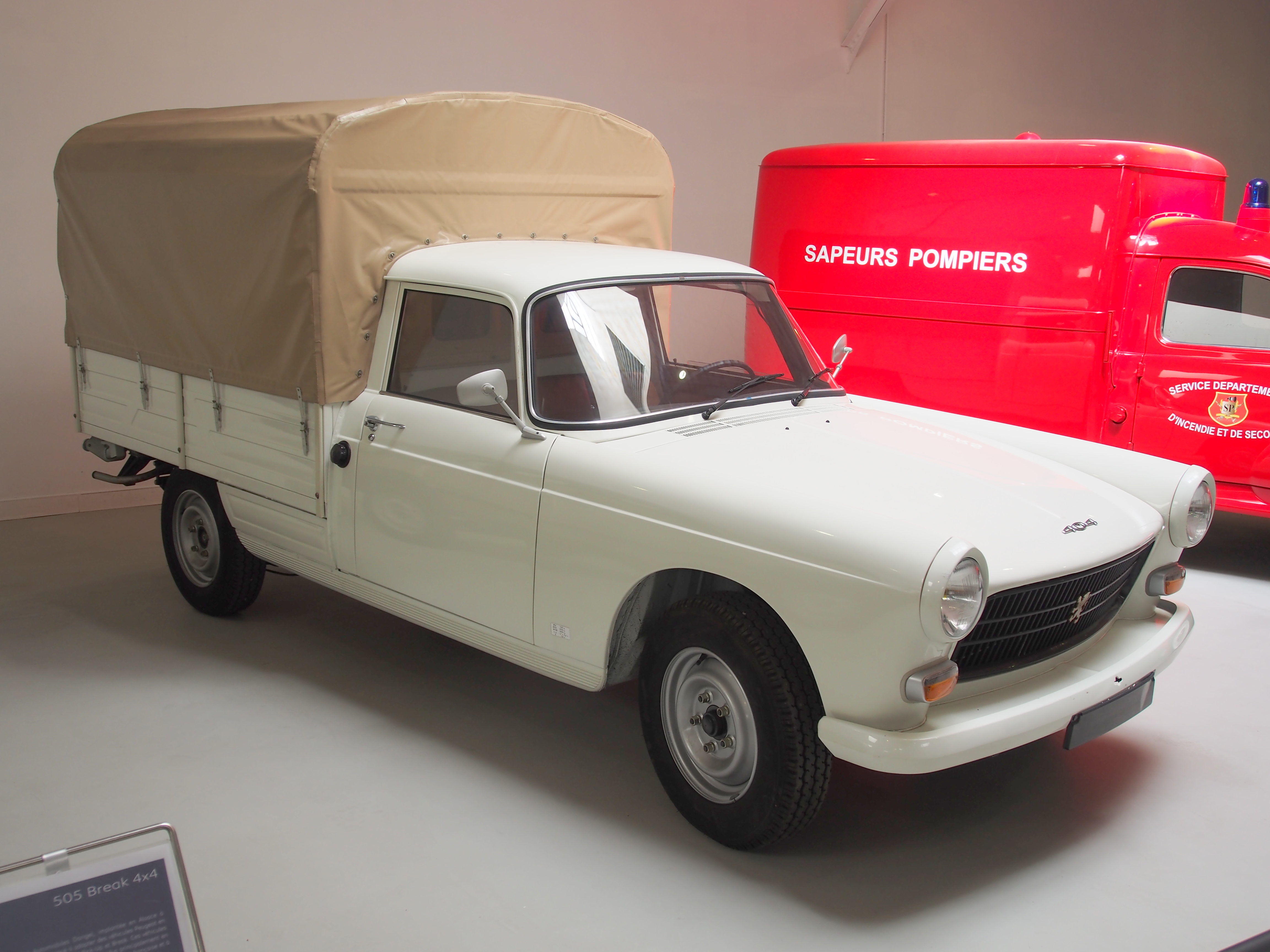
Peugeot 404

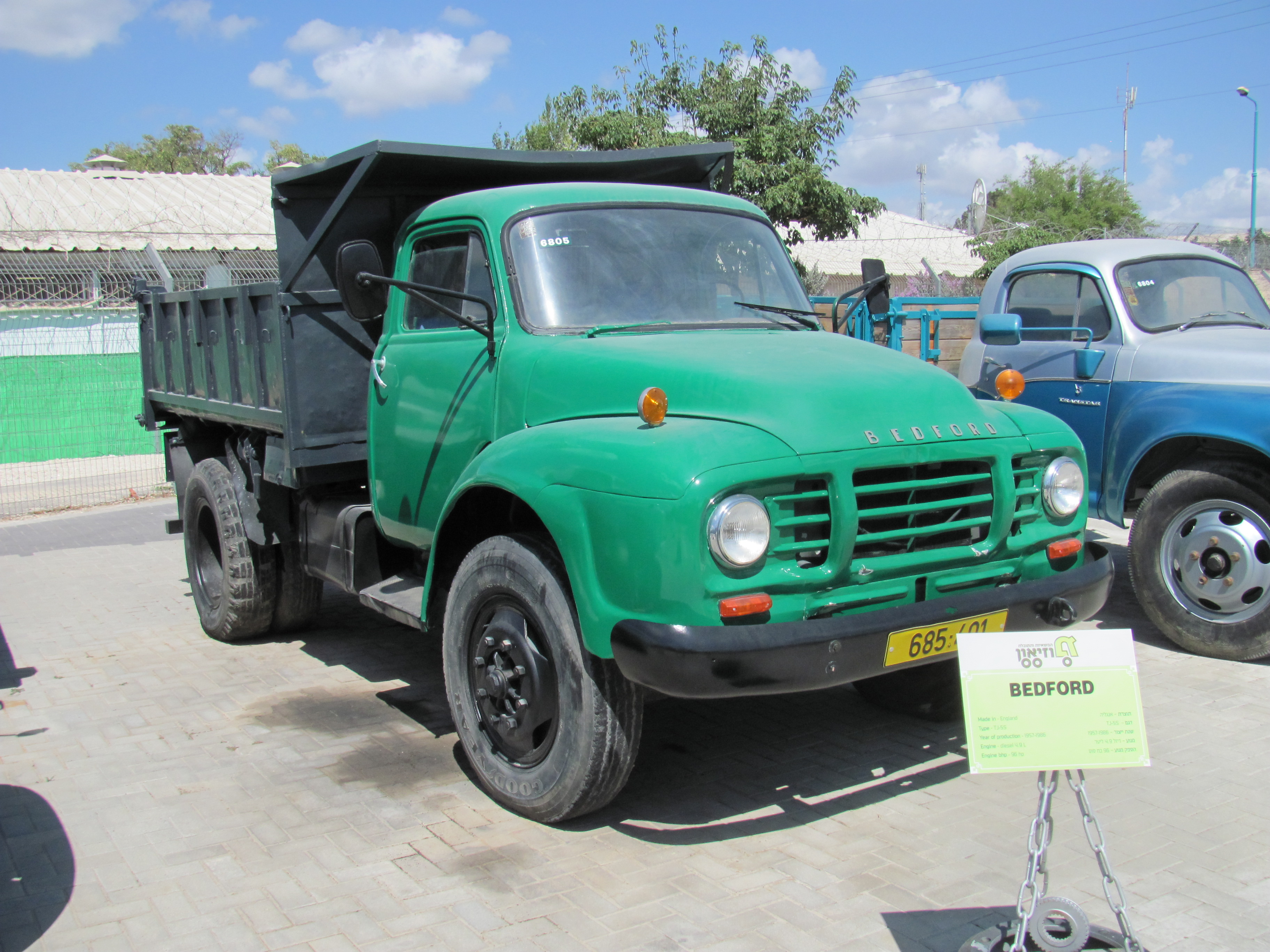
Bedford TJ-55

Автомобільна промисловість в Нігерії сягає 1950-х років і складається з виробництва легкових та комерційних вантажних автомобілів. На початку було очолено компанією United Federated Motors Industries, яка займалась складанням лінійки вантажних автомобілів Bedford TJ, і виробництва SCOA з пікапами Peugeot 404. 
Значний розвиток почався в 1970-х роках, в період нафтового буму, коли Федеральний уряд Нігерії підписав угоди про спільні підприємства з іноземними виробниками автомобілів для складання автомобілів та надання технічної допомоги для вертикальної інтеграції в місцеву промисловість. Ці зарубіжні бренди переважали в галузі із середини 1970-х до кінця 1980-х років, а брендами легкових автомобілів були Peugeot Nigeria Ltd і Volkswagen. 
У 1972 році уряд підписав контракт з популярною маркою Volkswagen з Німеччини для створення в країні складального заводу. Частка акцій була поділена наступним чином: Volkswagen AG (40%), німецькі фінансові установи (11%), уряд Нігерії (35%), штат Лагос (4%) та нігерійські дистриб'ютори (10%). Завод розміщувався уздовж новозбудованої автодороги Лагос-Бадагрі, а виробництво розпочалося в 1975 році. Автомобілі складалися з повністю готових деталей, ввезених з Німеччини та поставлених компанією Volkswagen. На заводі виробляли Volkswagen Beetle (T1), Audi 100, Volkswagen Golf, Volkswagen Combi (T2), Volkswagen Jetta і Volkswagen Passat. Автомобілі компанії був популярними серед середнього класу в країні.
Іншим великим виробником легкових транспортних засобів є Peugeot Automobile of Nigeria, також відомий як PAN. Як і Volkswagen, PAN розпочав виробництво в 1975 році з деталями, які доставлялись з-за кордону. Розподіл акцій був наступний: Peugeot Citroen (40%), уряд Нігерії (35%), штат Кадуна (10%) та Нігерійський банк промислового розвитку (5%). На початку машини були доступні за ціною, і тому стали популярними автомобілем серед середнього класу. Виробництво зросло з 2,559 в 1975 році до 35,000 в 1979 році  і до 48,235 в 1980 році. Компанія почала з моделі Peugeot 504, а пізніше представила Peugeot 505 в 1980 році. Але коли економіка пережила спад, частково викликаний падінням цін на нафту, нещодавно запроваджена фіскальна політика, така як валютний та імпортний контроль, ускладнила виробникам джерело використання іноземної валюти, що призвело до зростання собівартості продукції. 
Виробники комерційних автомобілів, Leyland, Anambra Motor Manufacturing і Steyr змагалися з вантажівкою Bedford за  домінування на ринку. Компанії просто складали автомобілі з машинокомплектів та деталей імпортованих з-за кордону. На ринку попит багато в чому був обумовлений урядовими проблемами з бюджетом.  
Наприкінці 1980-х років економічний спад, змішаний з невідповідністю уряду та більш високою вартістю автомобілів місцевого виробництва порівняно з імпортними моделями, негативно позначився на промисловості. До 2000 року домінування старих уживаних автомобілів в країні, а також зростання імпорту недорогих уживаних автомобілів негативно вплинув на розвиток вертикально інтегрованої промисловості. Нещодавно місцевий бренд Innoson відкрив складальний завод в країні.
Деякі заводи були приватизовані, Volkswagen of Nigeria (VON) був проданий Stallion Group, а Leyland був проданий Busan. Виробництво було зменшено починаючи з 1980-х років.

## Сучасний стан
З початку демократичного врядування у 1999 році уряд продавав свою частку акцій на складальних заводах. Volkswagen of Nigeria (VON) був проданий Stallion Group, частка PAN була куплена ASD Motors. Peugeot Automobile of Nigeria (PAN), Stallion та місцевий бренд Innoson є основними місцевими складальними заводами в країні, але Stallion в основному складає автомобілі з машинокомплектів. Innoson було введено в експлуатацію у 2010 році з встановленою потужністю у 10,000 автомобілів на рік, у 2015 році запланована виробнича потужність становила 6,000 автомобілів. У 2009 році Peugeot Automobile of Nigeria запустив нову виробничу лінію нову лінію з переходу від моделі Peugeot 406 на Peugeot 307.
У 2010 році у Нігерії було вироблено 2,937 автомобілів, а у 2005 - 7,834.

## Виробники

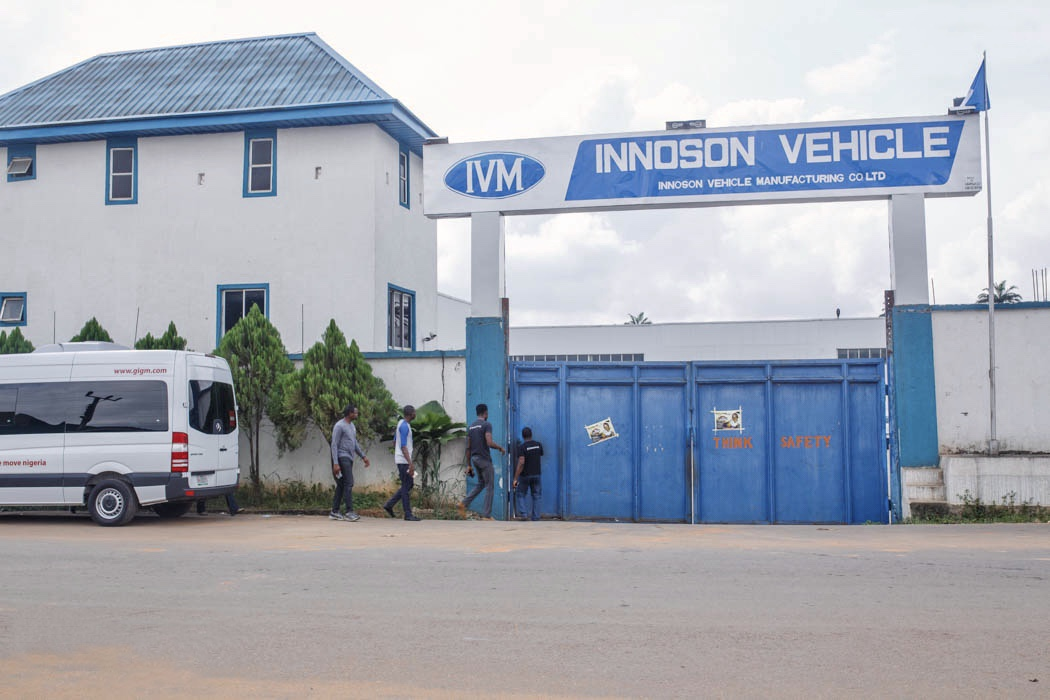
Головний вхід на фабрику Innoson у місті Нневі, Анамбра, Нігерія

- Innoson Vehicle Manufacturing
- Lafbart